# Мирослав Ненков
Мирослав Ненков Ненков е български лекар анестезиолог и бивш министър на здравеопазването.

## Биография

### Произход и образование
Роден е на 15 март 1969 г. в София.
През 1995 г. завършва висше образование във Висшия медицински институт-София. Впоследствие специализира aнестезиология и интензивно лечение. Също така има преминат курс по органно донорство и координирано донорство в Испания и в Италия.

### Професионална кариера
Д-р Мирослав Ненков работи в болница „Царица Йоанна“, в болница „Лозенец“ като координатор по донорство, както и в кардиохирургията на болница „Св. Анна“ в София. От 2009 г. до май 2022 г. е координатор по донорство и началник отделение в Клиниката по анестезиология, реаниматология и интензивно лечение във ВМА.

### Политическа кариера
През 2013 г. в периода март – май е заместник-министър на здравеопазването на Николай Петров в служебното 91-во правителство на България с ресор „лекарствена политика“.
След подадената оставка от правителството на Пламен Орешарски през 2014 г. е назначен с президентски указ за министър на здравеопазването в служебното 93-тото правителство на България в периода от август до ноември през същата година.
През октомври 2014 г. избухва скандал относно обществена поръчка на шествалентни ваксини за деца, която министър Ненков спира и обявява пряко договаряне с фирмите доставчици. Въпреки че фирмата доставчик обжалва решението, министърът без да изчака становище на ВАС предприема тази стъпка поради опасност от дефицит на въпросните ваксини.
В 96-ото правителство на България (2017-2021) е назначен за заместник-министър на здравеопазването на Николай Петров.

## Семейство
Женен е, има три деца. 

## Медийни и обществени прояви

### Дарик кафе
Мирослав Ненков е популярен като част от здравно-хумористичната рубрика по „Дарик радио“ „Живи и здрави с д-р Ненков“, където е известен още и с прозвището си „Доктора“. Беседите се провеждат сутрин в предаването „Дарик кафе“ с водещ Михаил Дюзев, като с хумористичен поглед се коментират събития от седмицата, обсъждат се здравни теми и се разказват пиперливи вицове.

### Приятели мои
През 2014 г. заедно с Михаил Дюзев, Иво Райчев и Димитър Туджаров - Шкумбата започват да организират импровизирани театрални изяви в различни градове в България. Те кръщават шоу спектакъла си на едноименния италиански филм от 1975 г. „Приятели мои“.